# 室原重福

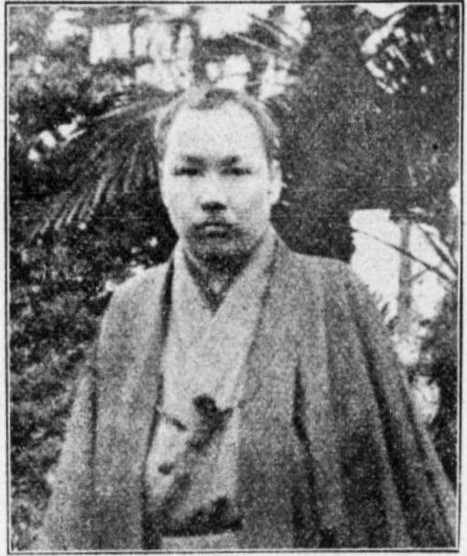
室原重福

室原 重福（むろはら じゅうふく、1855年1月3日（安政元年11月15日）- 1934年（昭和9年）2月7日）は、明治期の日本の教員、翻訳家、政治家。衆議院議員。

## 経歴
陸奥国宇多郡中村（福島県相馬郡中村町を経て現相馬市）で生まれる。尺振八の塾（共立学舎）に入り英書を学び、同塾教師となる。同人社に転じ英学教員に就任。27歳で外務省翻訳局御用掛に転じ、条約改正事務を担った。1887年（明治20年）長崎県尋常中学校長に転出した。
1890年（明治23年）9月、立憲自由党に入党し、1897年（明治30年）河野広中の福島県下自由党の分党活動に反対し、目黒重真県会議長らと県下自由党組織の維持に貢献した。1902年（明治35年）8月、第7回衆議院議員総選挙（福島県郡部、立憲政友会）で初当選し、1903年（明治36年）3月の第8回総選挙でも再選され、衆議院議員に連続2期在任した。
その他、翻訳、著作業に従事した。

## 国政選挙歴
- 第1回衆議院議員総選挙（福島県第5区、1890年7月、無所属）次点落選[6]
- 第2回衆議院議員総選挙（福島県第5区、1892年2月、自由党）落選[6]
- 第5回衆議院議員総選挙（福島県第5区、1898年3月、自由党）落選[7]
- 第7回衆議院議員総選挙（福島県郡部、1902年8月、立憲政友会）当選[5]
- 第8回衆議院議員総選挙（福島県郡部、1903年3月、立憲政友会）当選[5]

## 訳書
- ジョン・ダブリウ・バルジェッス『政治学 国家之部』博聞社、1884年。

## 親族
- 長女 田崎シゲ（田崎慎治の妻）[8]